# Australasia
Australasia è un termine usato con sei accezioni diverse, potendo indicare:
- l'insieme di Australia e Nuova Zelanda[1];
- l'insieme delle isole comprese fra l'Asia e l'Australia (dunque anche l'Indonesia, parte dell'Asia)[2];
- (secondo l'uso inglese) l'insieme di Nuova Guinea, Australia, Nuova Zelanda e le isole minori[2];
- (secondo un uso inglese più datato), l'insieme di isole della Sonda, Filippine, Molucche, Australia, Melanesia, Polinesia e Micronesia[3][4];
- sinonimo di Insulindia[5];
- sinonimo di Indonesia[4].

Le ultime due accezioni sono etimologiche, dato che indicano solo territori asiatici e che il termine "Australasia" significa "Asia meridionale". Le altre accezioni riuniscono invece sotto lo stesso termine territori dell'Asia e dell'Oceania, oppure territori solo oceaniani.
Il termine, coniato da Charles de Brosses in Histoire des navigations aux terres australes del 1756, deriva dal latino e significa "Asia del sud" e De Brosses lo introdusse per differenziare l'area dalla Polinesia (ad est) e dal Pacifico sudorientale (Magellanica), distinguendolo anche dalla Micronesia (a nord est).

## Geografia antropica

La bandiera olimpica australasiana

Geopoliticamente, il termine Australasia indica sovente, in lingua inglese, l'insieme d'Australia e Nuova Zelanda in assenza di altri termini che definiscano collettivamente i due Paesi.
A volte viene inclusa anche la Papua Nuova Guinea nel termine. Ci sono molte organizzazioni, limitate ad Australia e Nuova Zelanda, il cui nome inizia con (Royal) Australasian Society.
In passato, le squadre sportive australiane e neozelandese si sono unite sotto il nome di Australasia, con una bandiera creata appositamente mentre l'inno era il God Save the King già inno di entrambi i paesi al tempo appartenenti all'Impero britannico. Esempi includono il tennis, tra il 1905 e il 1915, quando Australia e Nuova Zelanda unirono i loro giocatori migliori per partecipare alla Coppa Davis (che vinsero nel 1907, 1908, 1909, 1911 e 1914), e ai Giochi olimpici estivi del 1908 e del 1912. L'Australasia inoltre gareggiò nel 1911 al Festival of Empire, il precursore dei Giochi del Commonwealth.